# 安徽疣螈
安徽疣螈（学名：Tylototriton anhuiensis）是蠑螈科疣螈属下的一种两栖动物。分布于海拔1,000-1,200米的亚热带山林中，模式标本产地为中国安徽大别山南坡鹞落坪国家级自然保护区。